# Trelleborg
Trelleborg je grad u južnoj Švedskoj u sastavu županije Skåne.

## Stanovništvo
Prema podacima o broju stanovnika iz 2005. godine u gradu živi 25.643 stanovnika.

## Vanjske poveznice
- Službena stranica grada

### Ostali projekti
|  | Zajednički poslužitelj ima još gradiva o temi Trelleborg |